# GOS
gOS — дистрибутив Linux, созданный корпорацией gOS LLC, расположенной в Лос-Анджелесе. Реклама компании звучит как «An alternative OS with Google Apps and other Web 2.0 apps for the masses» (примерный перевод: «Альтернативная ОС с ПО от Google и другими Web 2.0-приложениями для всех»).
gOS основана на дистрибутиве Ubuntu. В ней используется оконный менеджер Enlightenment — в отличие от сред рабочего стола GNOME и KDE, что позволяет уменьшить минимальные технические требования. По умолчанию используется тема «Green google theme». gOS была впервые представлена 1 ноября 2007 года, как предустановленная операционная система на компьютере Everex Green gPC TC2502 корпорации Wal-Mart.
Основной отличительной особенностью является использование докинга (в стиле Mac OS X) иконок на веб-приложения, такие как Google Docs, Wikipedia, и Gmail, а также иконок обычных приложений, таких как GIMP и Skype.
Существуют две версии: Gadgets основанная на приложениях от Google, и Space основанная на сервисах MySpace